# 小池清治
小池 清治（こいけ せいじ、1941年6月2日 - 2018年4月5日）は、日本の日本語学者、宇都宮大学名誉教授。専門は日本語史、日本語文法。

## 人物
東京都足立区生まれ。1964年、東京教育大学国語国文科卒。1971年、同大学院博士課程退学。同年、フェリス女学院大学専任講師となり、1974年に助教授。1976年、宇都宮大学教育学部助教授、1994年教授。1995年、同大学国際学部教授。2004年、定年退官、名誉教授。

## 著書

### 単著
- 大学生のための日本文法 有精堂出版 1987.1  「現代日本語文法入門」ちくま学芸文庫
- 日本語はいかにつくられたか?  筑摩書房 1989.5 (ちくまライブラリー のち学芸文庫)
- 日本語はどんな言語か 1994.10 (ちくま新書)
- 基礎古典文法 朝倉書店 1994.12
- 現代日本語探究法  朝倉書店 2001.10 (シリーズ<日本語探究法> )
- 日本語は悪魔の言語か? ことばに関する十の話 2003.6 (角川oneテーマ21)
- 『源氏物語』と『枕草子』謎解き平安ミステリー  2008.11 (PHP新書)
- 日本の漢字のプリンシプル ポット出版 2010.4

### 共編著
- 日本語学キーワード事典 小林賢次,細川英雄,犬飼隆共編 朝倉書店 1997.7
- 文法探究法 赤羽根義章共著 朝倉書店 2002.10 (シリーズ<日本語探究法>
- 語彙探究法 河原修一共著 朝倉書店 2005.3 (シリーズ〈日本語探究法〉
- 文体探究法 鈴木啓子,松井貴子共著 朝倉書店 2005.10 (シリーズ〈日本語探究法〉
- 日本語教育探究法 氏家洋子,秋元美晴共著 朝倉書店 2007.3 (シリーズ〈日本語探究法〉